# Download Festival
Il Download Festival è un festival musicale britannico di genere metal e rock che si tiene su base annuale nell'arco di tre giorni presso il circuito di Donington Park a Castle Donington, in Inghilterra. Viene organizzato dalla divisione britannica di Live Nation Entertainment e ha luogo normalmente d'estate nel mese di giugno.

## Storia
Il Download Festival è stato concepito come un follow-up al Monsters of Rock festival, svoltosi nel circuito di Donington Park tra il 1980 e il 1996. Piuttosto che essere un evento unico di un solo giorno, il Download Festival è stato inizialmente un evento di 2 giorni (in espansione a 3 giorni nel 2005).
Il nome "Download" è stato scelto per due motivi. Il download è stata una parola "sporca" nel mondo della musica, a causa dei file sharing, e il rock è visto come un genere di musica ribelle. Gli organizzatori avevano avuto una forte pressione negativa da parte di molti organizzatori, alcuni addirittura sostenevano che il Download Festival avrebbe potuto "distruggere l'industria della musica".
Nel 2003, nei biglietti per il festival sono stati messi dei codici, che permettevano ai frequentatori di scaricare brani della band che aveva suonato. Anche se questa idea è stata abbandonata negli anni successivi, gli organizzatori del Festival hanno alimentato una comunità online attraverso il forum del Festival. Inizialmente venne fatta una tavola armonica per i fans (ed i critici) del festival, la tavola divenne parte integrante dell'organizzazione di esso, con contributi regolari da parte del direttore del festival John Probyn e il promotore Andy Chopping. Il forum fornisce un faccia a faccia, attraverso le riunioni Fan Forum (iniziata nel 2006) e di organizzare il Barbecue Boardie (2006) e la notte Takeover Boardie (2009), tornei di calcio e un quiz pub per i campeggiatori che arrivano la notte del mercoledì.
Quando il Download Festival è cominciato, ha avuto luogo nel circuito di Donington Park, come era stato fatto per Monsters Of Rock. Tuttavia nel 2008 gli sviluppi per la Formula Uno hanno fatto sì che il terreno non fosse più adatto ad ospitare il Festival. Il 2008 ha visto un movimento verso il "Mercato della Domenica" situato nell'ovest del circuito. Sebbene fosse adeguato, i membri erano limitati e la locazione del campo necessitava di una tenda, e arrivare all'arena costava una bella passeggiata. Il 2009 ha visto il festival muoversi verso una migliore (e popolare) locazione nel sud del circuito.

## Edizioni

### 2003
La prima edizione si svolse nel 2003. Come headliners furono originariamente scelti gli Iron Maiden e i Limp Bizkit ma, dopo l'abbandono di questi ultimi, furono ingaggiati gli Audioslave. I Metallica parteciparono all'evento ma non furono messi come gruppo principale a causa di problemi di organizzazione.
Main Stage
| Sabato | Domenica |
| --- | --- |
| Iron Maiden Marilyn Manson Deftones Ministry InMe Murderdolls Amen Funeral for a Friend Stampin' Ground Shadows Fall Murder One | Audioslave (sostituti dei Limp Bizkit) Zwan Flint Apocalyptica Less Than Jake Disturbed Stone Sour Evanescence Mudvayne Spineshank The Darkness One Minute Silence Raging Speedhorn Chevelle |

Scuzz Stage
| Sabato | Domenica |
| --- | --- |
| A Reel Big Fish Taproot Sepultura Reef HIM Soil The Hellacopters SikTh 3 Colours Red From Autumn to Ashes Queen Adreena Violent Delight Arch Enemy Chimaira | NOFX Boysetsfire Bouncing Souls Strung Out Thrice Spunge T.S.O.L. The Real Mckenzies Metallica Hell Is for Heroes The Eighties Matchbox B-Line Disaster Brand New Beatsteaks Randy Fabulous Disaster |

### 2004
Nel 2004 furono ben 72 le band che presero parte al festival ma molti gruppi dovettero abbandonare la scena. Primi fra tutti i Soil, arrivati in ritardo, non si esibirono, poi gli Static-X ruppero il bus e non giunsero a Donington, gli Slayer giunsero invece privi del necessario equipaggiamento e furono così dirottati sul secondo palco e rimpiazzati dai Damageplan. Il fatto che destò maggior scalpore fu però l'infortunio di Lars Ulrich dei Metallica che fece sì che, al suo posto alla batteria, suonassero prima Dave Lombardo e poi Joey Jordison. Una versione del festival fu organizzata anche in Scozia.
Main Stage
| Sabato | Domenica                                                                             |
| --- | ------------------------------------------------------------------------------------ |
| Linkin Park Sum 41 Iggy & The Stooges The Hives The Distillers Cradle of Filth Monster Magnet Opeth The Dillinger Escape Plan | Metallica Korn Slipknot Damageplan Machine Head Soulfly Ill Niño Turbonegro Breed 77 |

Snickers "Game On" Stage
| Sabato | Domenica |
| --- | --- |
| Pennywise Electric Six Wildboyz (Steve-O e Chris Pontius) Arch Enemy Biffy Clyro Million Dead Instruction 36 Crazyfists Akercocke Viking Skull Powder The Bled | HIM Bowling for Soup Taking Back Sunday Slayer Life of Agony Brides of Destruction Drowning Pool Hatebreed Hoobastank Trapt Silvertide Ricky Warwick Terra Diablo |

Barfly Stage
| Sabato | Domenica |
| --- | --- |
| Peaches International Noise Conspiracy Ikara Colt thisGirl Roxy Saint The Glitterati Surferosa Burst Lowfive Yourcodenameis:Milo Bullet for My Valentine The Holiday Plan Hiding place Fireapple Red | Suicide Girls Young Heart Attack Span The Sounds Dirty Americans Recover Amplifier Do Me Bad Things Danko Jones The Black Dahlia Murder Mooney Suzuki Gonga Acidtone Hurricane Party Planet of Women |

### 2005
Il Download 2005 ebbe come headliner i Black Sabbath, i Motörhead e i System of a Down e fu disposto per la prima volta in 3 giorni.
Main Stage
| Venerdì                                                                                    | Sabato | Domenica                                                                             |
| ------------------------------------------------------------------------------------------ | --- | ------------------------------------------------------------------------------------ |
| Feeder Garbage Dinosaur Jr. Megadeth Biffy Clyro The Others JJ72 Wednesday 13 Queenadreena | Black Sabbath Velvet Revolver HIM Anthrax Alter Bridge Bowling for Soup A The Mad Capsule Markets Dwarves Trivium | System of a Down Slipknot Slayer Nightwish Killswitch Engage Papa Roach Mudvayne DV8 |

Snickers Stage
| Venerdì                                                                                                 | Sabato | Domenica |
| --- | --- | --- |
| Billy Idol The Used My Chemical Romance InMe The Bled Apocalyptica Underøath Lordi Fozzy Flogging Molly | In Flames Chimaira Lamb of God Bullet for My Valentine Meshuggah Unearth Every Time I Die Open Hand American Head Charge The Hurt Process | Motörhead DKT/MC5 Funeral for a Friend Lacuna Coil Mastodon Shadows Fall Caliban As I Lay Dying Gizmachi Send More Paramedics The Mascara Story |

Napster Stage
| Venerdì | Sabato | Domenica |
| --- | --- | --- |
| Napalm Death Raging Speedhorn Paradise Lost A Chance of Pace Hurricane Party Tokyo Dragons Colour Of Fire Slunt Just A Word Crashdïet Planet of Women | Helmet Lucky Nine Breed 77 Explosion Towers Of London Johnny Truant The Ga Ga's The Answer Panic Cell Crucified Barbara Diamond Nights Quit Your Day Job City On Fire | Therapy? Team Sleep The Eighties Matchbox B-Line Disaster Dresden Dolls The Glitterati 3 Inches of Blood Still Remains The Saints Engerica No Hope In New Jersey Acidtone Henry Rollins |

### 2006
Il Download Festival 2006 fu nuovamente organizzato su tre giorni ed ebbe come headliners i Tool, i Metallica e i Guns N' Roses, ottenendo il tutto esaurito.
Main Stage
| Venerdì                                                                                   | Sabato | Domenica |
| ----------------------------------------------------------------------------------------- | --- | --- |
| Tool Deftones Coheed and Cambria Soulfly Strapping Young Lad Soil Wicked Wisdom Amplifier | Metallica Korn Trivium Avenged Sevenfold Stone Sour Alice in Chains Arch Enemy Bloodsimple Satyricon Down | Guns N' Roses Funeral for a Friend Bullet for My Valentine Cradle of Filth Lacuna Coil In Flames 36 Crazyfists DragonForce Hatebreed Breed 77 |

Snickers Stage
| Venerdì | Sabato | Domenica |
| --- | --- | --- |
| The All-American Rejects Atreyu InMe Clutch Fishbone Dredg Bleeding Through Gojira Throwdown Suns Of The Tundra | Alter Bridge Opeth Within Temptation Secret Machines Billy Talent Henry Rollins DevilDriver SikTh Johnny Truant Khoma | The Prodigy Alexisonfire Eighteen Visions Hundred Reasons Aiden Fightstar From First to Last DevilDriver Zebrahead God Forbid |

Gibson/Myspace Stage
| Venerdì | Sabato | Domenica |
| --- | --- | --- |
| Ginger & The Sonic Circus Backyard Babies Cathedral Engerica Bullets & Octane My Awesome Compilation The Audition Animal Alpha Enter Shikari Art of Dying | Killing Joke Reuben Mondo Generator Louie This Is Menace 10 Years Flyleaf Manic It Dies Today My Alamo Living Things Exit Ten Colon Open Bracket Stonegard | Sick of It All Lordi Skindred Moneen Darkest Hour Blindside Mendeed Bring Me the Horizon Lauren Harris Voodoo Six The Zico Chain Winterville Streetlight Youth I-Def-I |

Snickers Bowl Stage
| Venerdì                             | Sabato                                         | Domenica                          |
| ----------------------------------- | ---------------------------------------------- | --------------------------------- |
| Gay for Johnny Depp Keiko Sintution | Get Cape. Wear Cape. Fly Get Amped The Hedrons | Viking Skull Betty curse Evergrey |

### 2007
Main Stage
| Venerdì                                                                                              | Sabato | Domenica |
| --- | --- | --- |
| My Chemical Romance Velvet Revolver Wolfmother DragonForce Megadeth Hinder Buckcherry The Zico Chain | Thirty Seconds to Mars Marilyn Manson Slayer Avenged Sevenfold Machine Head Bowling for Soup Linkin Park Aiden Shadows Fall Hellyeah Turisas | Iron Maiden Evanescence Killswitch Engage Stone Sour Lamb of God Mastodon Papa Roach Chimaira Reuben Parikrama |

The Dimebag Darell Stage
| Venerdì                                                                                        | Sabato | Domenica |
| ---------------------------------------------------------------------------------------------- | --- | --- |
| Korn Enter Shikari Paramore Porcupine Tree Saosin From Autumn to Ashes Turbonegro Ill Niño Anj | Mötley Crüe Satellite Party Biffy Clyro Head Automatica My Dying Bride Gallows Anathema As I Lay Dying Bring Me the Horizon Bloodsimple Elliot Minor Cat the Dog | Billy Talent Dream Theater Dimmu Borgir Within Temptation Napalm Death Paradise Lost Orange Goblin DevilDriver Unearth Cancer Bats After Forever Eyelash |

Tuborg Stage
| Venerdì | Sabato | Domenica |
| --- | --- | --- |
| Suicidal Tendencies Hayseed Dixies yourcodenameis:Milo Job for a Cowboy The Hedrons Sanctity I Was a Cub Scout The Scare This Et All Fortune Driver Drive By Argument | Head Automatica Necro The Answer Lez Zeppelin Architects Priestess Panic Cell Beyond All Reason My Alamo Damone Army of Freshman Malpractice | Reel Big Fish Fastway Cult of Luna Lauren Harris Kids in Glass Houses Between the Trees Hardcore Superstar Lights.Action In This Moment The Ghost of a Thousand LostAlone |

### 2008
Primo palco
| Venerdì                                                             | Sabato | Domenica |
| ------------------------------------------------------------------- | --- | --- |
| KISS Judas Priest Motörhead Disturbed Seether Beat Union Black Tide | The Offspring Incubus Bullet for My Valentine Biffy Clyro Alter Bridge Madina Lake 36 Crazyfists Job for a Cowboy Skindred Sign | Lostprophets Jimmy Eat World Coheed and Cambria In Flames Within Temptation Apocalyptica Black Stone Cherry Fightstar From First to Last Glamour of the Kill |

Tuborg Stage
| Venerdì | Sabato | Domenica |
| --- | --- | --- |
| Simple Plan Rise Against Rival Schools The Subways The Fall of Troy Comeback Kid The Black Dahlia Murder Stone Gods Zebrahead | HIM Ash Pendulum Ace Frehley Amon Amarth Bleeding Through Throwdown A Day to Remember The Devil Wears Prada Alesana Annotations of an Autopsy Malefice | Cavalera Conspiracy Children of Bodom The Wildhearts Elliot Minor Kids In Glass Houses Chiodos Airbourne Rose Tattoo Lethal Bizzle Municipal Waste Animal Alpha Cry for Silence |

Gibson Stage
| Venerdì | Sabato | Domenica |
| --- | --- | --- |
| The Dillinger Escape Plan Kill Hannah Slaves to Gravity High on Fire In Case of Fire Blackhole Hostile Firewind Caimbo Rolo Tomassi Lovvers | Testament Saxon Johnny Truant Fighting With Wire Brigade Army of Freshmen The Haze Big Linda The Last Supper Trigger the Bloodshed Mexicolas Go:Audio Rise to Remain Verra Cruz | Jonathan Davis Valient Thorr Haunts August Burns Red Voodoo Six Between the Buried and Me Ted Maul Canterbury Exit Ten The Galvatrons Sons of Albion Devil Sold His Soul Invasion |

### 2009
Il Download Festival 2009 si è svolto dal 12 al 14 giugno al Donington Park.

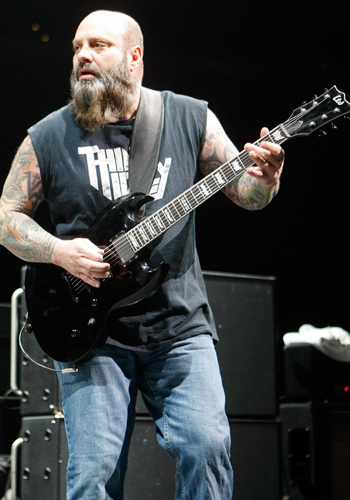
Kirk Windstein dei Down al Download 2009

| 12 giugno | 13 giugno | 14 giugno |
| --- | --- | --- |
| Main Stage | | |
| Faith No More Korn Limp Bizkit Killswitch Engage Billy Talent Staind The Blackout Hollywood Undead                                                              | Slipknot Marilyn Manson Pendulum Dragonforce Down Hatebreed DevilDriver Five Finger Death Punch Ripper Owens                                              | Def Leppard Whitesnake ZZ Top Dream Theater Journey Skin Tesla Stone Gods                                                                                      |
| Second Stage | | |
| Mötley Crüe Opeth Lacuna Coil Bring Me the Horizon Dir En Grey Parkway Drive A Day to Remember In This Moment Steadlür                                          | The Prodigy Chris Cornell You Me At Six The Answer Static-X Fightstar In Case of Fire Hardcore Superstar Symphony Cult The Crave                          | Trivium Papa Roach Buckcherry Clutch Shinedown Volbeat Karma to Burn Sevendust God Forbid Suicide Silence Trigger the Bloodshed Sacred Mother Tongue           |
| Tuborg Stage | | |
| Meshuggah Duff McKagan's Loaded Backyard Babies Voivod Enter Shikari Middle Class Rut Lauren Harris Sylosis Bleed from Within Hunting the Minotaur Sleepercurve | Anvil Architects Thunder Lawnmower Deth Man Raze General Fiasco Billy Boy On Poison Loverman S.A. Sanctuary Facecage Black Spiders No Americana Acid Drop | Go:Audio Therapy? The 69 Eyes Sabbat Steel Panther Dear Superstar Hexes Hostile esOterica Pulled Apart by Horses Turbowolf Violent Soho Brides                 |
| Red Bull Bedroom Jam Stage | | |
| Blackhole New Device DissolvedIn Linchpin Don Broco The Outcry Collective White Man Kamikaze Young Guns Tripswitch The Instigators                              | The Blackout This City People In Planes My Passion The Auteur None the Less 13 Riots Forever Never Serpico The Computers Japanese Voyeurs Auger Bane      | We Are the Ocean Flood of Red Exit Avenue First Strike Twin Atlantic Attack! Attack! Logan Fei Comodo Jett Black Million $ Reload Raucous Jays Fall from Grace |

### 2010
| Main Stage(s)                                                       | |                                                                                     |
| Venerdi 11                                                          | Sabato 12 | Domenica 13                                                                         |
| AC/DC Them Crooked Vultures Killswitch Engage 36 Crazyfists Unearth | Rage Against the Machine Megadeth Deftones Lamb of God Five Finger Death Punch Flyleaf Atreyu Hellyeah Taking Dawn | Aerosmith Stone Temple Pilots Motörhead Billy Idol Slash Cinderella Saxon FM Dommin |

| Ronnie James Dio Stage                                                                    | | |
| Venerdi 11                                                                                | Sabato 12 | Domenica 13 |
| Bullet for My Valentine Coheed & Cambria A Day to Remember Anathema Trigger the Bloodshed | Thirty Seconds to Mars HIM The Blackout Volbeat We Are the Fallen Cancer Bats My Passion Rolo Tomassi Sonic Syndicate Rise to Remain | Stone Sour Airbourne Steel Panther Porcupine Tree The Dillinger Escape Plan The Damned Things Napalm Death Switchfoot August Burns Red Nonpoint 3 Inches of Blood White Wizzard |

| Pepsi Max Stage                                                                     | | |
| Venerdi 11                                                                          | Sabato 12 | Domenica 13 |
| Job for a Cowboy As I Lay Dying Tyketto Lawnmower Deth Sweethead Year Long Disaster | Michael Monroe Skin Y&T Senser Enuff Z'nuff Halestorm Rock Sugar Genitorturers Reckless Love Sybreed Holy Grail Killing for Company Godsized | Suicidal Tendencies Zebrahead Young Guns Die Apokalyptischen Reiter Whitechapel Jim Jones Revue Esoterica Your Demise Crime in Stereo TAB the Band The Morning After No Americana Ben Poole |

| Red Bull Bedroom Jam Stage                                                                                         | | |
| Venerdi 11 | Sabato 12 | Domenica 13 |
| Devil Sold His Soul Funeral Party Heights Never Means Maybe Taylor Hawkins & the Coattail Riders Imicus The Humour | Breed 77 Glamour of the Kill Kadawatha This Is Divine Stand Up Guy No Mean City The Dead Lay Waiting The Plight Urban Voodoo Machine Revoker | Panic Cell Max Raptor T-34 Hearts Under Fire You And What Army Sacred Betrayal Enemo-J The Virgin Marys Straightlines Tiger Please |

| Jägermeister Acoustic Stage                  |                                                                                         | |
| Venerdi 11                                   | Sabato 12                                                                               | Domenica 13 |
| Skin Jettblack Sondura Starseed Danny Vaughn | Reckless Love Panic Cell The Humour The More I See Dommin Everything Burns The Blackout | Ginger Nonpoint Enuff Z'nuff DJ Clash (Scott Rowley and Alexander Milas) The Dirty Feel Ricky Warwick Taking Dawn |

### 2011
Il Download Festival torna nuovamente a Donington il 10, 11 e 12 giugno 2011. Il 29 novembre sono stati confermati i System of a Down e il 3 dicembre i Linkin Park entrambi come headliner. Il 22 febbraio è stato svelato il terzo headliner: i Def Leppard.
| 10 giugno 2011                                                                                               | | |                                                       |                                                                                |
| Main Stage                                                                                                   | Second Stage                                                                                                   | Pepsi Max Stage                                                                                            | Redbull Jam Stage                                     | Jägermeister Acoustic Stage                                                    |
| Def Leppard The Darkness Alter Bridge Thin Lizzy Black Stone Cherry Duff McKagan’s Loaded Puddle of Mudd CKY | Pendulum Korn Bring Me the Horizon Children of Bodom The Damned Things Anti-Flag Young Guns D.R.U.G.S. Evaline | Danzig Time of Grace FM Asking Alexandria Lower Than Atlantis Japanese Voyeurs Royal Republic Sweet Savage | Modestep Envy of the State ÖAF Don Broco Kellermensch | Slaves to Gravity The Dirty Youth Million $ Reload Obsessive Compulsive Verses |

| 11 giugno 2011 | | | |                                                             |
| Main Stage | Second Stage | Pepsi Max Stage | Redbull Jam Stage                                                                                           | Jägermeister Acoustic Stage                                 |
| System of a Down Avenged Sevenfold Skunk Anansie Down Hollywood Undead Skindred Escape the Fate All That Remains The Devil Wears Prada | Alice Cooper Twisted Sister Cheap Trick Mr. Big Dio Disciples Clutch Dan Reed Rock Sugar Boss Hoss Rise to Remain Chthonic Sacred Mother Tongue | Funeral for a Friend The King Blues Sevendust Evile Thrash Talk Your Demise Letlive Versa Emerge Ghost Straight Line Stitch TRC Houston The Rods | Dangerous! Kill 21 The Dangerous Summer Dear Superstar Heights Blitz Kids The Morning After Fighting Wolves | Bowling for Soup Dan Reed Royal Republic Maiden United Skin |

| 12 giugno 2011 | | | |                                                                                     |
| Main Stage | Second Stage | Pepsi Max Stage | Redbull Jam Stage | Jägermeister Acoustic Stage                                                         |
| Linkin Park Bullet for My Valentine Disturbed The Gaslight Anthem The Pretty Reckless Bowling for Soup Medina Lake Biohazard | Rob Zombie The Cult Black Veil Brides Buckcherry Turisas GWAR Kvelertak Karma to Burn Malefice Yashin Suicide Silence | Frank Turner Plain White T’s Silverstein Framing Hanley Deaf Havana T-34 Starseed My Darkest Days Sworn Amongst Hell Jamson Raid | H.E.A.T. Baptized in Blood The Dead Lay Waiting Illuminatus You and What Army October File Belligerence Skeletal Damage | Red, White and Blues Hyro Da Hero The Morning After Heavens Basement Voodoo Johnson |

### 2012
La decima edizione del Download Festival si svolgerà nuovamente a Donington dall'8 al 10 giugno 2012. Nei primi giorni di novembre 2011 è stato comunicato uno dei tre headliner saranno i Metallica che, in occasione del ventennale della sua pubblicazione, proporranno interamente il Black Album. L'11 novembre 2011, i Black Sabbath annunciano la reunion in formazione originale, la lavorazione di un nuovo album per il 2012 e la partecipazione al festival..
| 8 giugno 2012                                                                                       | |                                                                                            |                                                                                 |                                              |
| Main Stage                                                                                          | Zippo Encore Stage | Pepsi Max Stage                                                                            | Redbull Jam Stage                                                               | Jägermeister Acoustic Stage                  |
| Prodigy Chase and Status Machine Head Billy Talent NOFX Fear Factory Cancer Bats Rise to Remain ... | Slash feat. Myles Kennedy Nightwish Opeth Little Angels Europe Terrorvision The Quireboys Red White & Blues Six Hour Sundown ... | Devin Townsend Project Soil While She Sleeps The Defiled Lawnmower Deth Silent Descent ... | Gallows Porter Robinson The Safety Fire Marmozets Upon A Burning Boy Broken ... | Breed 77 Saint Jude With One Last Breath ... |

| 9 giugno 2012                                                                                      | | |                                                                               |                                                                                      |
| Main Stage                                                                                         | Zippo Encore Stage | Pepsi Max Stage | Redbull Jam Stage                                                             | Jägermeister Acoustic Stage                                                          |
| Metallica Biffy Clyro Tenacious D Steel Panther Trivium Black Veil Brides Saxon As I Lay Dying ... | You Me at Six Killswitch Engage Skindred Kids In Glass House Theory of a Deadman Four Year Strong Lower Than Atlantis Turbonegro Ginger Wildheart Alestorm Fozzy ... | Corey Taylor The Union Sylosis My Passion The Treatment Anti-Nowhere League Gun Turbowolf Don Broco No Americana ... | T.Mills Fearless Vampire Killers Mallory Knox Butcher Babies Royal Cartel ... | Tila The Quireboys Red White & Blues Soil Heaven's Basement Gun Six Hour Sundown ... |

| 10 giugno 2012 | | |                                                |                                    |
| Main Stage | Zippo Encore Stage | Pepsi Max Stage | Redbull Jam Stage                              | Jägermeister Acoustic Stage        |
| Black Sabbath Soundgarden Megadeth Lamb of God Black Label Society Anthrax Kyuss Lives! DevilDriver Stellar Revival ... | Rise Against Dropkick Murphys Refused Shinedown Ugly Kid Joe Sebastian Bach Rival Sons August Burns Red We Are the Ocean Black Spiders Kobra and the Lotus ... | Periphery Ghost Edguy Emmure La Dispute James Claver Quintet Shadows Fall Firewind Reckless Love Heaven's Basement Feed The Rhino ... | The Dirty Youth Whit One Last Breath Kopek ... | Yashin Voodoo Johnson Sanguine ... |

### 2013
L'undicesima edizione del Download Festival si è svolta a Donington dal 14 al 16 giugno 2013.
| 14 giugno 2013                                                                                        | | | |                                                                                        |
| Main Stage                                                                                            | Zippo Encore Stage                                                                                                 | Pepsi Max Stage | Redbull Jam Stage | Jägermeister Acoustic Stage                                                            |
| Slipknot Bullet for My Valentine Korn Down Papa Roach Asking Alexandria Architects Rise to Remain ... | Black Stone Cherry Gogol Bordello 3 Doors Down Volbeat Europe DragonForce Uriah Heep Dir En Grey Monster Truck ... | HIM Converge Motionless in White Turisas In This Moment The Sword Hang the Bastard Patent Pending Palm Reader Emperor Chung ... | Fearless Vampire Killers Fidlar The Algorithm Zico Chain Blood Command Verses Page 44 Zoax Semperfi Akord Free Fall Hammer of the Gods ... | We Are the Ocean Walking Papers Hear Kitty Kitty James Toseland Rob Lynch Avosetta ... |

| 15 giugno 2013                                                                                              | | | | |
| Main Stage                                                                                                  | Zippo Encore Stage | Pepsi Max Stage | Redbull Jam Stage | Jägermeister Acoustic Stage                                                                                 |
| Iron Maiden Queens of the Stone Age Motörhead Alice in Chains Mastodon Black Star Riders Young Guns UFO ... | Enter Shikari Jimmy Eat World Thunder Lit Karnivool Katatonia Escape the Fate Hardcore Superstar Heaven's Basement I Divide ... | The Hives Kvelertak Chthonic Uncle Acid & the Deadbeats Bury Tomorrow Heart of a Coward Empress Walking Papers Nekrogoblikon earthtone 9 Crowns Hill Valley High Broken ... | Last Witness Rat Attack Lonely the Brave Press To Meco Searching Alaska Wounds Sky Valley Mistress Silent Screams Black Moth Astroid Boys Idiom The Wild Lies Cytota ... | Devin Townsend Acoustic TV Buffalo Summer Crowns Straight Lines Fahran The Killing Floor The Afterparty ... |

| 16 giugno 2013 | | | | |
| Main Stage | Zippo Encore Stage | Pepsi Max Stage | Redbull Jam Stage | Jägermeister Acoustic Stage                                                                                 |
| Rammstein Thirty Seconds to Mars The Gaslight Anthem Stone Sour Parkway Drive Five Finger Death Punch Coal Chamber Cancer Bats Sacred Mother Tongue ... | Limp Bizkit A Day to Remember Airbourne Ghost Rival Sons Amon Amarth Masters of Reality Graveyard The Ghost Inside Hellyeah Blitz Kids ... | Satyricon Modestep P.O.D. Newsted Red Fang Vision of Disorder Bleed from Within Hacktivist Brutality Will Prevail Little Caesar Krokodi] States of Panic Bovine ... | Sonic Boom Six Glamour of the Kill I Am I Falling With Style Surrender The Coast The Howling Forever Can Wait Radkey Buffalo Summer Huntress Black Dogs Mordecai The First Naked Flame ... | Heaven's Basement Pig Iron Crash Mansion New Killer Shoes I Am I Night X Night The Graveltones Arthemis ... |

### 2014
La dodicesima edizione si tiene nei giorni 13, 14 e 15 giugno 2014 nella consueta location di Castle Donington.
| 13 giugno |                                                                                       | |                                                                    |
| Main Stage | Zippo Encore Stage                                                                    | Pepsi Max Stage | Red Bull Studios Live Stage                                        |
| Avenged Sevenfold Rob Zombie Within Temptation Black Label Society Skindred Powerman 5000 Crossfaith Miss May I | The Offspring Bad Religion Flogging Molly The Answer Tesla Danger Danger Tax the Heat | Opeth Anathema letlive. Quicksand Royal Blood The Amity Affliction Thy Art Is Murder Radkey September Mourning No Hot Ashes | Dan Reed Network Tyketto Anti-Mortem Huntress Page 44 Lyger Drones |

| 14 giugno | | | |
| Main Stage | Zippo Encore Stage | Pepsi Max Stage | Red Bull Studios Live Stage                                                                        |
| Linkin Park Fall Out Boy Bring Me the Horizon Killswitch Engage Bowling for Soup While She Sleeps Bury Tomorrow Fozzy Dying Fetus | Status Quo Twisted Sister The Wildhearts Monster Magnet Orange Goblin Twenty One Pilots The BossHoss Chevelle The Dirty Youth Press to Meco | Behemoth American Head Charge The Black Dahlia Murder Blessthefall Arcane Roots Lonely the Brave Marmozets Upon a Burning Body Vamps Lawnmower Deth Zoax Collibus | SikTh The Howling Malevolence Battlecross New Politics Skyharbor coldrain The Magnus Pluto Colt 45 |

| 15 giugno                                                                                      | | |                                                                                          |
| Main Stage                                                                                     | Zippo Encore Stage | Pepsi Max Stage | Red Bull Studios Live Stage                                                              |
| Aerosmith Alter Bridge Steel Panther Volbeat Joe Bonamassa Buckcherry Winger Red Dragon Cartel | Trivium The Pretty Reckless Seether Philip H. Anselmo & The Illegals Sabaton Sepultura Emmure Skid Row Skillet We Came as Romans Avatar | The Dillinger Escape Plan The Used Suicide Silence Against Me! Memphis May Fire Crazy Town The Treatment Feed the Rhino Kill Devil Hill The Graveltones The Charm, The Fury | Zebrahead Monuments Polar Heart in Hand Reignwolf King 810 Kid Karate Arthemis Bad Touch |

| Giorno non confermato            |
| Jägermeister Acoustic Stage      |
| Bowling for Soup Sharon den Adel |

### 2015
La dodicesima edizione si tiene nei giorni 12, 13 e 14 giugno 2015 nella consueta location di Castle Donington. Per la prima volta nella storia del festival la Polizia dello Leicestershire ha utilizzato tecnologie per la scansione del volto dei partecipanti al festival senza avvisare preventivamente, fatto questo che ha scatenato diverse polemiche giunte anche dal palco del festival..
| 12 giugno                                                                                               | |                                                                                    | |                                      |
| Main Stage                                                                                              | Zippo Encore Stage | The Maverick Stage                                                                 | Jake’s Stage | Dog’s Bed Stage                      |
| Slipknot Judas Priest Five Finger Death Punch Clutch Lacuna Coil At the Gates Hellyeah All That Remains | Black Stone Cherry Thunder Corrosion Of Conformity Modestep The Cadillac Three Blues Pills Fearless Vampire Killers Rival State | Fightstar Dragonforce Sylosis. Beartooth Defeater Gnarwolfes Krokodil Counterparts | A Young Guns Bombus The One Hundred Decade American Fangs Allusondrugs Blood Youth The Raven Age Wild Lies God Damn E of E | Hands Like Houses Beasts Rival State |

| 13 giugno | | | |                                        |
| Main Stage | Zippo Encore Stage | The Maverick Stage | Jake’s Stage | Dog’s Bed Stage                        |
| Muse Faith No More A Day to Remember Rise Against Parkway Drive Hollywood Undead Mallory Knox Funeral for a Friend Heart of a Coward | Marilyn Manson Black Veil Brides Black Star Riders Motionless in White Carcass Testament Ace Frehley Apocalyptica Malefice Gayser The Lounge Kittens | Andrew W.K. Body Count Every Time I Die Crown the Empire Northlane Upon a Burning Body Stray from the Path Hands Like Houses Chunk! No, Captain Chunk! In Hearts Wake | Hay! Hello! The Pink Slips Dolomite Minor Insomnium Purson Dub War The Struts Roam Creeper Crobot Emp!re New Years Day Love Zombies Iconic Eye | Tim Vantol Von Hertzen Brothers Crobot |

| 14 giugno | | | |                                                     |
| Main Stage | Zippo Encore Stage | The Maverick Stage | Jake’s Stage | Dog’s Bed Stage                                     |
| Kiss Mötley Crüe Slash & Myles Kennedy Billy Idol Blackberry Smoke Tremonti Cavalera Conspiracy 36 Crazyfists Pop Evil | Enter Shikari Lamb of God In Flames L7 Eagles of Death Metal Godsmack We Are Harlot Backyard Babies Von Hertzen Brothers H.E.A.T. The Dead Daisies | Yellowcard The Ghost Inside Madball Three Days Grace The Darkness Code Orange Evil Scarecrow September Mourning Like a Storm | Suicidal Tendencies FIDLAR Chelsea Grin Butcher Babies Aaron Keylock Man with a Mission The Qemists René LaVice Trash Boat LTNT Hyena Colour of Noise Beasts Sirens in the Delta | Like a Storm Broken Chords Fearless Vampire Killers |

### 2016
La quattordicesima edition del Download Festival is è tenuta nella consueta location di Donington Park dal 10 al 12 giugno 2016. I Motörhead avrebbero dovuto suonare nel Main Stage la sera del 10 giugno ma a causa della morte del loro storico leader Lemmy il 28 dicembre 2015 il Main Stage è stato rinominato “The Lemmy Stage” in suo onore e invece di inserire un altro gruppo al posto dei Motörhead (i quali hanno dichiarato che non avrebbero più suonato senza il loro compianto leader) lo slot è stato impegnato per un tributo a Lemmy con un video di 20 minuti.
| Venerdì 10 Giugno 2016                                                   |                                                                                              |                                                                                   | |
| The Lemmy Stage                                                          | Zippo Encore Stage                                                                           | The Maverick Stage                                                                | The Dogtooth Stage |
| Rammstein Korn Killswitch Engage Babymetal Alien Ant Farm Royal Republic | All Time Low Twin Atlantic Glassjaw The Amity Affliction Skillet Graveyard As Lions RavenEye | Gutterdämmerung The Wildhearts Kadavar Fort Hope Heck Zoax Puppy Hill Valley High | Raging Speedhorn InMe Savage Messiah Skinny Lister From Ashes to New Counting Days Havok Strange Bones The Amorettes Weirds In Search of Sun |

| Sabato 11 Giugno 2016                                                        | | | |
| The Lemmy Stage                                                              | Zippo Encore Stage | The Maverick Stage                                                                                    | The Dogtooth Stage |
| Black Sabbath Deftones Megadeth Rival Sons Sixx:A.M. Atreyu Beartooth Avatar | NOFX Skindred Against the Current Juliette & The Licks Bury Tomorrow Tesseract Scorpion Child The Men That Will Not Be Blamed for Nothing Inglorious Santa Cruz | Pennywise Neck Deep Anti-Flag Escape the Fate Lawnmower Deth Danko Jones Turbowolf Black Peaks SHVPES | Municipal Waste The Shrine Cane Hill Slaves Dead! Milk Teeth Wage War Palisades Reigning Days Wearing Scars Scattering Ashes |

| Domenica 12 Giugno 2016                                                                               | | | |
| The Lemmy Stage                                                                                       | Zippo Encore Stage | The Maverick Stage                                                                                                   | The Dogtooth Stage |
| Iron Maiden Nightwish Disturbed Shinedown Halestorm The Temperance Movement Amon Amarth Monster Truck | Jane's Addiction Billy Talent Don Broco Breaking Benjamin One Ok Rock Periphery Delain Grand Magus Whiskey Myers Buck & Evans | Saxon Gojira Electric Wizard Tremonti Frank Carter & The Rattlesnakes Attila The Dirty Youth The Raven Age Wild Lies | Napalm Death Ho99o9 Good Tiger Ashestoangels Black Foxxes The Kenneths Muncie Girls The King Is Blind Witchsorrow Vukovi The Franklys |

#### Edizione Francese
Per la prima volta nella storia del festival è stata organizzata un'edizione parallela al di fuori del Regno Unito all'ippodromo di Longchamp a Parigi in Francia. La scaletta del "Download France" è stata simile ma con meno gruppi rispetto a quella dell'edizione inglese.
| Stage 1                                       |                                               |                                           |
| Venerdì 10 Giugno 2017                        | Sabato 11 Giugno 2017                         | Domenica 12 Giugno 2017                   |
| Iron Maiden Deftones Gojira We Came as Romans | Korn Biffy Clyro Babymetal Saxon Apocalyptica | Rammstein Volbeat Sabaton Trivium Skillet |

| Stage 2                        |                                                        |                                                |
| Venerdì 10 Giugno 2017         | Sabato 11 Giugno 2017                                  | Domenica 12 Giugno 2017                        |
| Ghost Anthrax Avatar Beartooth | Jane's Addiction Amon Amarth One Ok Rock Mass Hysteria | Megadeth Rival Sons Children of Bodom Lofofora |

| Stage 3                                    |                                                                     |                                                            |
| Venerdì 10 Giugno 2017                     | Sabato 11 Giugno 2017                                               | Domenica 12 Giugno 2017                                    |
| Tremonti BlackRain The Raven Age Wild Lies | Twin Atlantic The Struts The Inspector Cluzo Arcane Roots Shinedown | Skindred Last Train New Years Day Strange Bones The Shrine |

### 2017
La quindicesima edizione del Download Festival si è svolta dal 9 all'11 Giugno 2017 nella consueta location di Donington Park. In virtù del successo raggiunto l’anno precedente con l’edizione francese, nel 2017 l’organizzazione del festival ripete l’esperienza dell’edizione al di fuori del Regno Unito organizzando nuovamente l’edizione francese e aggiungendo un’edizione spagnola.
| Venerdì 9 Giugno 2017                                                                                    | | | |
| Main Stage                                                                                               | Zippo Encore Stage                                                                                       | The Avalanche Stage                                                                                                | The Dogtooth Stage |
| System of a Down Prophets of Rage Five Finger Death Punch Mastodon Sabaton Motionless in White Northlane | Sum 41 Good Charlotte Baroness Suicidal Tendencies Machine Gun Kelly The Raven Age Blackwater Conspiracy | Sleeping with Sirens State Champs Four Year Strong Issues Code Orange The Devil Wears Prada Astroid Boys M O S E S | Exodus The Contortionist Krokodil Lost Society Venom Prison God Damn Red Sun Rising Yonaka Otherkin Holding Absence She Must Burn |

| Sabato 10 Giugno 2017                                                                    | | | |
| Main Stage                                                                               | Zippo Encore Stage | The Avalanche Stage | The Dogtooth Stage |
| Biffy Clyro A Day to Remember AFI Pierce the Veil Of Mice & Men Sikth Creeper Hacktivist | Rob Zombie The Devin Townsend Project Coheed and Cambria Max & Iggor Return to Roots Kvelertak Suicide Silence Alestorm RavenEye Tax the Heat | Simple Plan The Story So Far Every Time I Die Crown the Empire Knuckle Puck As It Is The One Hundred Trash Boat Greywind Normandie | Wednesday 13 The Lounge Kittens I the Mighty Sick Puppies Casey The LaFontaines Idles Junior BlackWaters Drones Dead Label |

| Domenica 11 Giugno 2017                                                                         | | | |
| Main Stage                                                                                      | Zippo Encore Stage | The Avalanche Stage | The Dogtooth Stage |
| Aerosmith Alter Bridge Steel Panther Airbourne In Flames The Cadillac Three Orange Goblin Fozzy | Slayer Opeth Clutch Ministry Anathema DevilDriver Red Fang The Dead Daisies Tyler Bryant & The Shakedown Broken Witt Rebels | The Dillinger Escape Plan Moose Blood Basement The King Blues Touché Amoré Dinosaur Pile-Up Dead! Blood Youth Grove Street Families Wallflower | Perturbator Like a Storm Aaron Buchanan & The Cult Classics Devilskin Love Zombies Fizzy Blood The Charm The Fury Stone Broken Brutai Fallen State |

#### Edizione Francese
Alla sua seconda edizione, il Download Festival France si è svolto parallelamente all’edizione del Regno Unito dal 9 all'11 Giugno 2017.
| Venerdì 9 Giugno 2017                           |                                           |                                     |                                                             |
| Main Stage                                      | Main Stage 2                              | Warbird Stage                       | Spitfire Stage                                              |
| Linkin Park Blink 182 Pierce the Veil Kvelertak | Gojira Dinosaur Jr. Raveneye Mallory Knox | Hatebreed Skinny Puppy Dagoba Dead! | Nostromo Mars Red Sky The Charm The Fury The Cadillac Three |

| Sabato 10 Giugno 2017                                                       |                                                           |                                                            |                                                     |
| Main Stage                                                                  | Main Stage 2                                              | Warbird Stage                                              | Spitfire Stage                                      |
| System of a Down Five Finger Death Punch Epica Alter Bridge Far From Alaska | Slayer Paradise Lost Blues Pills DevilDriver Black Foxxes | Caliban Soilwork Touché Amoré Code Orange Lonely The Brave | Sólstafir The Living End Aqme Project Black Pantera |

| Domenica 11 Giugno 2017                     |                                                                                      |                                                                               |                                                              |
| Main Stage                                  | Main Stage 2                                                                         | Warbird Stage                                                                 | Spitfire Stage                                               |
| Green Day Rancid Suicidal Tendencies Leogun | Prophets of Rage Mastodon Architects Suicide Silence Rise of The Northstar Tesseract | Carpenter Brut Kontrust Coheed and Cambria Stray from the Path Red Sun Rising | Crown the Empire Northlane Lost Society Creeper Astroid Boys |

#### Edizione Spagnola
Per la prima volta nella storia del festival è stata organizzata un’edizione spagnola a Madrid che si è svolta dal 22 al 24 Giugno 2017 allo stadio Caja Màgica a San Fermin.
| Giovedì 22 Giugno 2017                                            |                                                |                                                                                        |                                                                  |
| Main Stage 1                                                      | Main Stage 2                                   | Stage 3                                                                                | Stage 4                                                          |
| Linkin Park Five Finger Death Punch A Day to Remember Code Orange | Gojira Monster Magnet House of Pain Hacktivist | Dark Tranquillity Motionless in White Touché Amoré The Charm The Fury Raveneye Kaothic | Jardin de la Croix Black Peaks Porco Bravo Lizzies Inmune Virgen |

| Venerdì 23 Giugno 2017                              |                                   |                                                      |                                                              |
| Main Stage 1                                        | Main Stage 2                      | Stage 3                                              | Stage 4                                                      |
| System of a Down The Cult Hamlet Myrath Bat Sabbath | Mastodon Opeth Zebrahead Skindred | Brujeria Every Time I Die Zeke Triggerfinger We Ride | Dawn of the Maya Somas Cure Against The Waves Late to Scream |

| Sabato 23 Giugno 2017                       |                                   | |                                                                 |
| Main Stage 1                                | Main Stage 2                      | Stage 3                                                                                                | Stage 4                                                         |
| Prophets of Rage In Flames Iced Earth Cobra | NOFX Ministry Kvelertak Sólstafir | Suicidal Tendencies Apocalyptica Avatar Deafheaven Phil Campbell and the Bastard Sons God Damn We Ride | Wormed Arcane Roots Blaze Out Trono de Sangre Syberia Childrain |

### 2018
La sedicesima edizione del Download Festival si è svolta dall'8 al 10 Giugno 2018 sempre a Donington Park. Si ripete nuovamente l’esperienza delle edizioni in Francia e in Spagna.
| Venerdì 8 Giugno 2018                                                                       | | | |
| Main Stage                                                                                  | Zippo Encore Stage                                                                                    | The Avalanche Stage                                                                                 | The Dogtooth Stage |
| Avenged Sevenfold Bullet for My Valentine Volbeat Marmozets Dragonforce Avatar Boston Manor | You Me at Six Hell Is for Heroes Jonathan Davis Andrew W.K. CKY Nothing More Miss May I Culture Abuse | Bad Religion The Bronx Cancer Bats Stick to Your Gun Stray From the Path DED Employed to Serve Woes | Tesseract Napalm Death Emmure Igorrr Lessthefall Loathe Savage Messiah Gold Key Kaiser Franz Josef Helpless Cellar Darling |

| Sabato 9 Giugno 2018                                                                                                  | | | |
| Main Stage | Zippo Encore Stage | The Avalanche Stage                                                                                               | The Dogtooth Stage |
| Guns N' Roses Black Stone Cherry Thunder The Temperance Movement The Struts Monster Truck Whiskey Myers The Pink Lips | Parkway Drive Babymetal Asking Alexandria L7 Bury Tomorrow Corrosion of Conformity Lawnmower Deth Von Hertzen Brothers Powerflo | Neckdeep Mayday Paradise The Maine Being As An Ocean Fever 333 Rolo Tomassi The Faim Wstr Tigress The Bottom Line | Thy Art Is Murder Plini Knocked Loose Malevolence Massive Wagons Shvpes Sleep Token Higher Power Anchor Lane Death Blooms |

| Domenica 10 Giugno 2018                                                                                      | | | |
| Main Stage                                                                                                   | Zippo Encore Stage                                                                                            | The Avalanche Stage                                                                                           | The Dogtooth Stage                                                                                             |
| Ozzy Osbourne Marilyn Manson Shinedown Black Veil Brides In This Moment Hatebreed Cradle of Filth Inglorious | Rise Against Alexionfire Meshuggah Thrice Bodycount Kreator Dead Cross Turbonegro Greta Van Fleet Starcrawler | The Hives Less Than Jake A Jamie Lenman Black Foxxes Milk Teeth Bad Cop/Bad Cop Puppy Ecca Vandal Dream State | Baroness Zeal&Ardor Myrkur All Them Witches Wayward Sons Myke Gray No Hot Ashes The Hyena Kill Sun Arcana Koyo |